# Ludvig Berghe
Per Ludvig Berghe, född 16 december 1972 i Angered, Göteborg, är en svensk jazzpianist verksam i Stockholm.

## Biografi
Berghe är uppvuxen i Hammarkullen i Göteborg och utbildad vid Musikhögskolan i Malmö och Kungliga Musikhögskolan i Stockholm. Han är bandledare för Ludvig Berghe Trio (med Daniel Fredriksson, trummor och Lars Ekman, kontrabas). Trion har givit ut fyra kritikerrosade skivor i eget namn. Bland konserter märks bland annat framträdande i Las Vegas under CES samt turné runt Seattle. Konstellationen har numera utökats med Nino Ramsby till Nino Ramsby Ludvig Berghe Trio. Bandet har släppt två fullängdsskivor samt turnerat flitigt sedan starten 2007.
Berghe var kapellmästare på Gröna Lund Jazz Cafe 2006-2008. Han är också verksam som bandledare i Trains and Saxophones (med Andreas Gidlund, Martin Höper, Lars Källfelt) och som sideman i jazzband som The Torbjörn Zetterberg Hot Five, Håkan Broström Kvartett, Sebastian Ågren Quartet, Håkan Broströms New Places Orchestra och Kristian Harborg 4.
Han undervisar vid Lidingö musikskola efter att tidigare också arbetat som piano- och ensemblelärare på Södra Latins gymnasium samt Nacka musikskola.
I Stefan Löfvens tal under Almedalsveckan 2016 omnämndes han: "Jag tänker på Hammarkullen, som har gett oss Laleh, Jens Lekman, Ludvig Berghe och som har lagt sin grundsten i det svenska musikundret." 

## Diskografi i urval
Som artist:
- 2003 – Ludvig Berghe Trio med Ludvig Berghe Trio (Moserobie)
- 2005 – Weekend med Ludvig Berghe Trio (Moserobie)
- 2007 – An Unplayed Venue med Ludvig Berghe Trio (Moserobie)
- 2007 – 48 & Counting med Ludvig Berghe Trio (Moserobie)
- 2008 – Du har blivit stor nu (en kamp!) med Nina Ramsby Ludvig Berghe Trio (Moserobie)
- 2013 – Varsågoda och tack med Nina Ramsby Ludvig Berghe Trio (Moserobie)
- 2014 – Wolf Tone med Trains and Saxophones (PB7 records)

Som sideman:
- 2002 – Hela Sveriges lilla fästmö med The Torbjörn Zetterberg Hot Five (Moserobie)
- 2004 – Förtjänar mer uppmärksamhet med The Torbjörn Zetterberg Hot Five (Moserobie)
- 2005 – Harbotastic med Kristian Harborg Quartet (Moserobie)
- 2007 – You'd Better Love Me med Joachim Bergström (Roxy Productions / Sköna söndag)
- 2016 - Realities, Leo Krepper

## Priser och utmärkelser

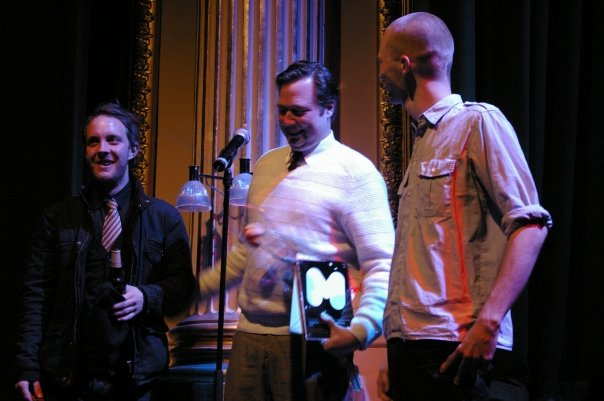
Jazz Record of the year, Swedish Manifest Awards for independant record labels. Winner Ludvig Berghe Trio "An Unplayed Venue" (Moserobie)

- 2003 – Jazzkatten i kategorin "Årets nykomling" på Swedish Jazz Celebration.
- 2008 – Skivan "An Unplayed Venue" vann Manifestpriset i kategorin "Årets bästa jazzskiva".
- 2009 – Nino Ramsby Ludvig Berghe Trio nominerade till en Grammis samt Manifestpriset.
- 2012 – SKAP-stipendiet.

Han har tilldelats Konstnärsnämndens arbetsstipendium vid ett flertal tillfällen, senast 2016.